# Romanzo libertino

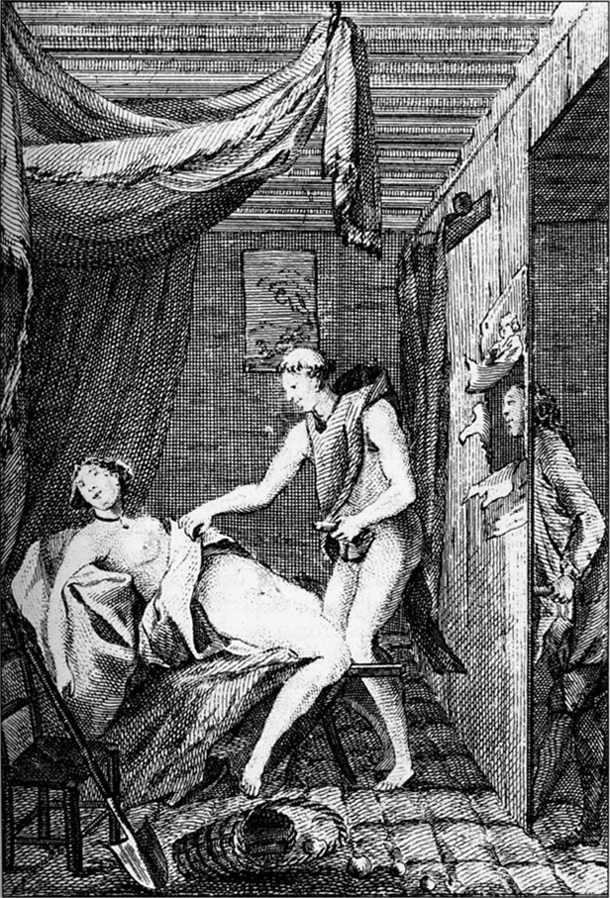
Illustrazione di François-Rolland Elluin per il Dom Bougre, Portier des Chartreux di Latouche (1741)

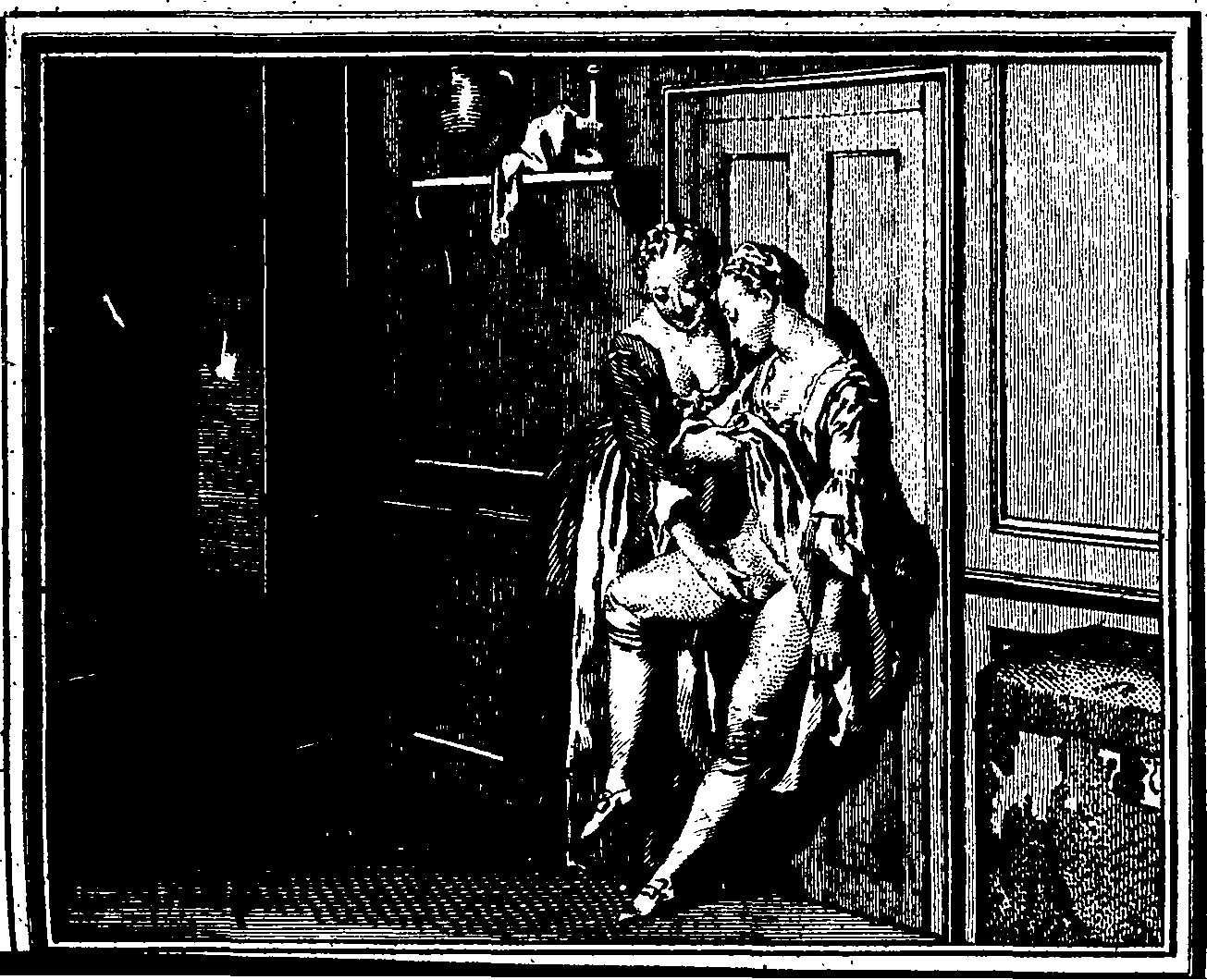
Illustrazione per il Fanny Hill di John Cleland (1766)

Il romanzo libertino era un genere letterario molto in voga nel XVIII secolo e che aveva le sue radici nella tradizione libertina europea ma principalmente francese. Questo genere di romanzi sarebbe formalmente decaduto con l'arrivo della Rivoluzione francese, ma in realtà ha perdurato fino ai giorni nostri. Temi tipici del romanzo libertino sono l'erotismo, l'anticlericalismo e l'opposizione al potere e all'ordine stabilito.

## Origini
Oltre che dal movimento libertino che fermentava in Francia ed in Inghilterra e che presto si sarebbe diffuso nel resto dell'Europa, il romanzo libertino è stato influenzato da opere e pensieri di scrittori e poeti molto antichi, vissuti anche nella Roma antica, come Saffo, Ovidio, Aristofane e Catullo, ma anche più recenti, come gli italiani Pietro Aretino e Giorgio Baffo.
Tra gli altri precursori del romanzo libertino, oltre a quelli sovra citati, si possono ricordare Théophile de Viau, Charles de Marguetel de Saint-Denis de Saint-Evremond (entrambi ispirati da Epicuro) e Petronio (in particolare il suo Satyricon).

## Significato
La letteratura libertina, proibita, perseguitata dai giudici, aspirava essenzialmente all'autentica libertà. Gli autori libertini non cercano di rendersi onorevoli o di fare bella figura, ma di dire la verità, esprimere il desiderio umano e le sue fantasie più incredibili. Il romanzo libertino è più libero ed è in questo genere letterario che si fondono tutte le direzioni della psiche umana.

## Autori
- Claude-Prosper Jolyot de Crébillon:  L'écumoire, Le Sopha, conte moral, Le hasard au coin du feu, Les égarements du cœur et de l'esprit.
- Denis Diderot: I gioielli indiscreti.
- Marchese de Sade: La filosofia nel boudoir, La nuova Justine, Juliette, Le 120 giornate di Sodoma e varie altre.
- Pierre-Ambroise-François Choderlos de Laclos: Le relazioni pericolose.
- Restif de la Bretonne: romanziere libertino molto prolifico: Le Pied de Fanchette, Le Pornographe, Le notti di Parigi, L'Anti-Justine.
- André-Robert Andréa de Nerciat: uno dei più prolifici romanzieri libertini: Les Aphrodites et le Diable au corps, Lolotte, La Matinée libertine, Le Doctorat impromptu, Félicia ou mes fredaines, Julie philosophe, Contes saugrenus, Monrose.
- Jean-Charles Gervaise de Latouche: Histoire de Dom Bougre, Portier des Chartreux.
- Louis-Charles Fougeret de Monbron: Margot la ravaudeuse.
- Jean-Baptiste Boyer d'Argens: Thérèse philosophe.
- Jacques Rochette de La Morlière: Angola, histoire indienne.
- Jacques-Antoine de Révéroni Saint-Cyr: Pauliska ou la Perversité moderne.
- John Cleland: Fanny Hill. Memorie di una donna di piacere.
- Jean-Baptiste Louvet de Couvray:  Les Amours du chevalier de Faublas.